# Dingstuhl

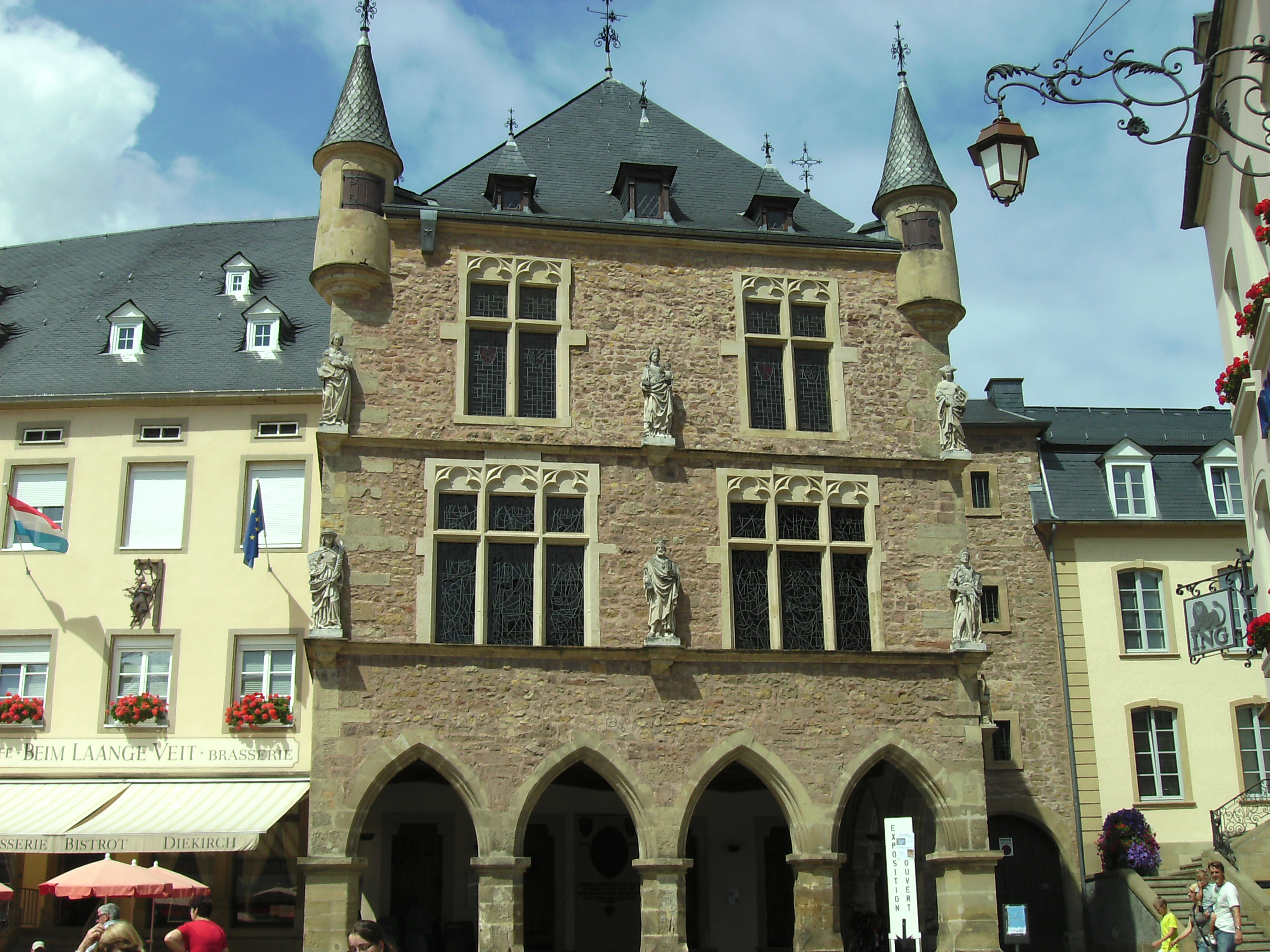
Echternacher Dingstuhl

Als Dingstuhl wurde ein Gerichtsstuhl oder eine Gerichtsstätte bezeichnet, später auch ein Gerichts- beziehungsweise Verwaltungsbezirk.
Beispielsweise hießen im Kurfürstentum Köln und im benachbarten Herzogtum Jülich sowie im Land van Rode Verwaltungsbezirke unterhalb der Amtsebene Dingstühle. Besonders verbreitet war die Bezeichnung in der Eifel und rund um Bonn.
Dingstuhl (letzeburgisch: Dënzelt) nennt man auch ein gotisches Gerichtsgebäude in Echternach.